# Morgan Reeser
Morgan Irwin Reeser (* 14. November 1962 in Fort Lauderdale) ist ein ehemaliger US-amerikanischer Segler.

## Erfolge
Morgan Reeser nahm zweimal mit Kevin Burnham an Olympischen Spielen in der 470er Jolle teil. Bei seinem Olympiadebüt 1992 in Barcelona gewannen sie sogleich die Silbermedaille, als sie mit 66,7 Punkten knapp vor Tõnu und Toomas Tõniste mit 68,7 Punkten und hinter den US-Amerikanern Zweite wurden. 1996 in Atlanta belegten Reeser und Burnham den achten Platz.
Reeser studierte an der United States Merchant Marine Academy, für die er auch auf Collegeebene segelte. Er schloss einen MBA an der University of Miami ab und arbeitete später als Vertriebsingenieur.